# Balànove
Balànove (en (ucraïnès): Баланове) és un poble de la República Autònoma de Crimea a Ucraïna, que el 2014 tenia 131 habitants. Pertany al districte de Bilogorsk.